# Esporte Clube Uruguaiana
O Esporte Clube Uruguaiana é um clube de futebol brasileiro da cidade de Uruguaiana no Rio Grande do Sul.

## História
O Uruguaiana foi fundado no dia 19 de maio de 1912, surgindo devido à união dos clubes Sport Clube Riachuelo e Sport Clube Wanderers e seus fundadores foram: Aurélio Bonino, João Pedro Grassi, Pedro Irala, Ricardo Birriel, Pascoal Pellegrini, João Lagagio, Luiz Piva, Leovegildo Ibarra, Santiago Mugica, Aureo Prato, Aristides Farias e Santiago Mascia, entre outros.
O Jaldinegro disputou as primeiras edições do Campeonato Gaúcho, cuja fórmula de disputa dava o direito ao campeão citadino disputar o estadual, atuando no ano de 1920, e em 1921, ano em que Eurico Lara, já no Grêmio enfrenta seu ex clube. Além disso, já participou do Campeonato Gaúcho de Futebol segunda divisão nos anos de 1963; 1966; 1970; 1982; 1988; 2004 e 2005 e também já atuou na terceira divisão do campeonato gaúcho, em 2003.
Em 1966, o Uruguaiana foi vice-campeão estadual da Segunda Divisão, perdendo o título para o Gaúcho, após ter vencido o primeiro confronto das finais, em Uruguaiana, por 1 a 0. No segundo jogo, em Passo Fundo, o time da casa venceu por 5 a 0 no tempo normal e por 1 a 0 na prorrogação.
O ano de 2004 foi o último em que o jaldinegro entrou em campo pelo profissional, atuando nos dias de hoje, apenas com as categorias de base do clube.

## Títulos

### Estaduais
- Vice-Campeonato Gaúcho 2ª Divisão: 1966.
- Campeonato Citadino de Uruguaiana: 1913 1914 1915 1920 1921 1927 1934 1938 1950 1953 1955 2000 2010.

Campeonato da Fronteira
1920 1921 1934 1938

## Artilheiros
- Artilheiros do Campeonato Gaúcho - Série B

1. Francisco - 1988 (20 gols).

## Ídolos
- Gessy
- Lara[7]